# Gina Malo
Gina Malo (1909–1963) foi uma atriz de cinema norte-americana, nascida Janet Flynn em Cincinnati, Ohio, Estados Unidos. Ela apareceu em uma série de filmes britânicos na década de 1930.